# Annamanum strandi
Annamanum strandi là một loài bọ cánh cứng trong họ Cerambycidae.